# Amazonica
Amazonica (Eigenschreibweise AMAZONICA) ist eine 2002 gegründete Initiative zur Bewahrung des Amazonas-Regenwaldes und zur Unterstützung der dort lebenden indigenen Völker. Die wichtigste Aktivität ist eine Urwald-Akademie in Ecuador, die Verständnis für den tropischen Regenwald vermitteln soll und Erkenntnisse aus Modellprojekten mit Waldindianern der Amazonasregion Ecuadors im Bereich der Gemeindeentwicklung weitergeben und vertiefen soll.

## Finanzierung, Unterstützung
Die Finanzierung erfolgt durch die im April 2007 in München gegründete gleichnamige Stiftung. Die Finanzierung erfolgt unter anderem durch Erlöse aus dem Stiftungsvermögen, Zustiftungen, öffentlichen Fördermittel, Spenden und Sponsoring. Zu den Unterstützern gehören in Ecuador die staatliche Universität Cuenca, in Deutschland die Fachhochschule München mit mehreren Fakultäten, das Wissenschaftszentrum Straubing, die Fachhochschule Weihenstephan und die Technische Universität München. Eine Finanzierung erfolgt auch durch das deutsche Klima-Bündnis und das Ministerium für Wirtschaftliche Zusammenarbeit und Entwicklung. Gründerin und Vorsitzende der Stiftung ist die Verlegerin Mascha Kauka (* 1945), die Tochter von Rolf Kauka, die sich seit 25 Jahren als Entwicklungshelferin, Umweltexpertin und Ratgeberin der Indigenen in der Amazonasregion tätig ist.

## Aktivitäten

### Pilotprojekt
Im Rahmen eines von 2002 bis 2007 durchgeführten Pilotprojektes haben rund 12.000 Waldindianer in der Amazonasregion Ecuadors Erfahrungen mit Gemeindeentwicklung gesammelt, begleitet von Mustergemeinden in den Territorien der Indianervölker. Im Zentrum standen Bildung und Ausbildung (unter anderem Alphabetisierung, Pflege der heimischen Kultur, ökologische Landwirtschaft und Produktion, Aufbau eines Binnenmarktes im Wald), der Aufbau einer medizinischen Infrastruktur, die Einführung erneuerbarer Energien zur dezentralen Versorgung im Urwald sowie der Schutz des Primärwaldes durch Schaffung von Naturschutzgebieten und Wiederaufforstung. Das Pilotprojekt wurde 2007 abgeschlossen und die Erkenntnisse dokumentiert.

### Amazonica-Akademie
Derzeit wird  im ecuadorianischen Urwald die Amazonica-Akademie errichtet. Sie soll durch die Zusammenarbeit zwischen Indigenen und der deutschen und internationalen Wirtschaft und Wissenschaft in den Industrienationen mehr Verständnis für einen verantwortungsvollen Umgang mit dem Regenwald schaffen. Das Angebot besteht aus einem akademischen Betrieb mit den Lehrfächern Klima und „Wasserhaushalt der Erde“. Dazu gehören unter anderem die Anwendung erneuerbarer Energien zur dezentralen Energieversorgung, Klimatologie, Hydrologie, Geoinformation, die Erzeugung und Nutzung standortgerechter nachwachsender Rohstoffe, Studium der Artenvielfalt (Biodiversität) und Bodenbiologie. Die Akademie soll einheimischen und internationalen Studenten, Dozenten und Wissenschaftlern offenstehen. Das Studium ist als Postgraduiertenprogramm mit einem international anerkannten Abschluss angelegt. Zudem sollen internationale Forschungsprojekte durchgeführt werden. Dazu kommt die Verbreitung der Erfahrungen aus den Modellprojekten zur Gemeindeentwicklung für Waldindianer. Direktor der Akademie wird der Pädagoge Uyunkar Domingo Peas sein, Führer des Stammes der Achuar in Ecuador. Geplant ist, den Lehrbetrieb im Winter 2009/2010 aufzunehmen. Die Kosten für den Aufbau werden sich auf rund 1,3 Millionen Euro belaufen.